# Еньовче
 Тази статия е за рода растения.  За българското село вижте Еньовче (село).  
Еньовче (Galium) е род тревисти, по-рядко храстовидни растения от семейство Брошови. Научното название на рода произлиза от гръцки γάλα (gala) – „мляко“. Листата са разположени в прешлени. Цветовете са дребни, обикновено жълтеникави или бели, плодът е сухо орехче. Има едногодишни и многогодишни видове. Видовете са около 300 (според някои източници над 600), разпространени предимно в Северното полукълбо. В България растат 29 вида из цялата страна. Повечето са медоносни. Много видове съдържат багрилни вещества, използвани за боядисване на тъкани. Между еньовчетата има фуражни видове, както и плевели. Някои от видовете са билки. В България най-известно е цветето Лазаркиня (Galium ododratum, Asperula odorata).

## По-известни видове
Всички видове еньовче са студоустойчиви.
- Galium album, син. Galium mollugo – бяло еньовче, меко еньовче. Билка с жълтеникаво-бели нежни цветове и лек медовиден, тръпчив мирис. Среща се много често в покрайнините на ливади и пътища. Характерна за България разновидност е Galium album subsp. prusense (K.Koch) Ehrend. & Krendl. По време на цъфтежа бялото еньовче е повече легнало, отколкото изправено[2].
- Galium aparine – лепка[3], син. подрумче. Билка. Употребява се надземната част на растението, която се събира по време на цъфтеж. Височина 1,5 m. Има дребни, бели цветове, събрани в полусенници. Често се среща край пътища, храсталаци и в градини, като на много места лепката е смятана за плевел.
- Galium boreale – северно еньовче[4]
- Galium cruciatum Scop – Кръстовидно еньовче, обикновен кръстец[5]. Билка със светложълти цветове. Среща се из ливади, храсталаци и гори до 1000 m. надморска височина.
- Galium odoratum – лазаркиня, билка и цвете. Почвопокривно, уханно, цъфти с бели цветчета. Вирее на сянка и полусянка.
- Galium rubioides L., Galium physocarpum Ledeb. – Брошово еньовче[6].
- Galium velenovskyi Ancev – веленовскиево еньовче. Български ендемит[7].
- Galium verum – същинско еньовче[8], син. драгийка, богородична слама. Височина 30 – 60 cm. Има златисто-жълти цветове, които ухаят силно на мед. Билката се събира цъфтяща през юли. В България се среща на територията на цялата страна, но брането му в Средни и Западни Родопи и Тракийската низина е защитено от Закона за биологичното разнообразие.